# قزلجه (گوی‌گول)
قزلجه (به لاتین: Qızılca) یک منطقه مسکونی در جمهوری آذربایجان است که در شهرستان گوی‌گول واقع شده است. قزلجه ۲۷۰۳ نفر جمعیت دارد.